# Philipp III. (Navarra)

Wappen Philipps

Philipp III. von Navarra, auch bekannt als Philipp von Évreux (* 1301; † 16. September 1343 in Jerez de la Frontera).

## Vorgeschichte
Der Tod Karls IV., der auch über das Königreich Navarra herrschte, führte in Frankreich zu einem Streit über die Thronfolge, da der König keine männliche Erben hatte und seine schwangere Witwe am 1. April eine Tochter zur Welt brachte. Da die Frauen von der Erbfolge ausgeschlossen waren, erhob Philipp von Valois Anspruch auf den Königstitel. In England wurde sein Anrecht auf die Krone für nichtig erklärt, und der englische König Eduard III. rief sich seinerseits am 16. Mai 1328 zum König von Frankreich aus und beauftragte zwei Bischöfe sein Anrecht geltend zu machen. Hinzu kam, dass Philipp von Valois im Sommer des Jahres das Königreich Navarra an Johanna II. von Navarra und ihren Gemahl Philipp von Évreux abtreten musste, so dass dieser zum König von Navarra (de iure uxoris) wurde.

## Leben
Philipp von Évreux war der älteste Sohn des Ludwig Graf von Évreux (1276–1319) und der Margarete von Artois (1285–1311), sowie ein Enkel des Königs Philipp III. von Frankreich. Im Jahr 1311 wurde versucht für ihn eine Ehe mit einer Tochter des Grafen von Nevers zu arrangieren, um mehr Einfluss auf den flämischen Adels zu erlangen. Dieser Versuch scheiterte. Am 18. Juni 1318 heiratete er Johanna von Navarra, eine Tochter König Ludwig X. von Frankreich und Navarra und der Margarete von Burgund. Durch den Tod seines Vaters erbte er die Grafschaft Évreux, bekam 1325 die Grafschaft Longueville. Er besaß ausgedehnte Lehen in Nordfrankreich und in Navarra. Aufgrund dieses Besitzes und seiner verwandtschaftlichen Beziehungen hatte er einen großen Einfluss in beiden Ländern. Zunächst war Philipp von Valois zum Nachfolger auf dem Thron von Navarra berufen worden. Dieser benötigte jedoch die Unterstützung der Evreuxs, um seine Position gegen die der Bestrebungen Edwards III. selbst König von Frankreich zu werden zu stärken und sich ihre Loyalität zu sichern. Daher erkannte er die Rechte Johannas auf das Königreich an und trat dieses an Evreux ab. So wurde er 1328 durch den Anspruch seiner Ehefrau zum König von Navarra. Als er 1343 an der Reconquista teilnahm, wurde er tödlich verwundet und wurde nach Jerez de la Frontera gebracht, wo er starb. Seine sterblichen Überreste wurden am 29. Oktober 1343 in der Kathedrale von Pamplona beigesetzt, sein Herz wurde nach Frankreich überführt und im Dominikanerkloster in Paris aufbewahrt.

## Familie
Von Évreux hatte mehrere Geschwister.
- Marie (1303–1335) ⚭ um 1314 mit Johann III. von Brabant (1300–1355)
- Karl von Évreux (1305–1336), Graf von Étampes
- Marguerite (* um 1307; † 1350), ⚭ 1325 Wilhelm XII. Graf von Auvergne (* um 1300; † † 6. August 1332)
- Johanna (* 1310; † 1371), ⚭ 5. Juli 1324 Karl IV. König von Frankreich, König von Navarra (* 1294; † 1328)

Nachkommen

Mit Johanna von Navarra hatten acht Kinder:
- Johanna (* um 1326; † 1387), Nonne in Longchamp.
- Maria (* um 1329; † 29. April 1347); ⚭ König Peter IV. von Aragonien (* 1319, † 1387).
- Blanka (* 1331; † 1398); zweite Ehefrau von Philipp VI. von Frankreich (* 1293; † 1350).
- Karl II. der Böse (* 1332; † 1387), König von Navarra,
- Agnes (* 1334; † 1396); ⚭ Gaston III. Graf von Foix (* 1331, † 1391) (Haus Comminges).
- Philipp, Graf von Longueville (* 1336; † 1363); ⚭ Jolanthe von Dampierre (* 1331, † 1395)
- Johanna (* 1339; † 1403); ⚭ Jean I. de Rohan Vicomte de Rohan († 1395) (Haus Rohan)
- Ludwig, Graf von Beaumont-le-Roger (* 1341; † 1376); ⚭ 1358 Maria de Lizarazu und 1366 Johanna von Durazzo (* 1344; † 1387)